# マクシミリアン・レンツ
マクシミリアン・レンツ (独：Maximilian Lenz、1860年10月4日 - 1948年5月19日) はオーストリアの画家。グラフィックデザイナー、レリーフ彫刻家。ウィーン分離派の創設メンバーである。

## 経歴

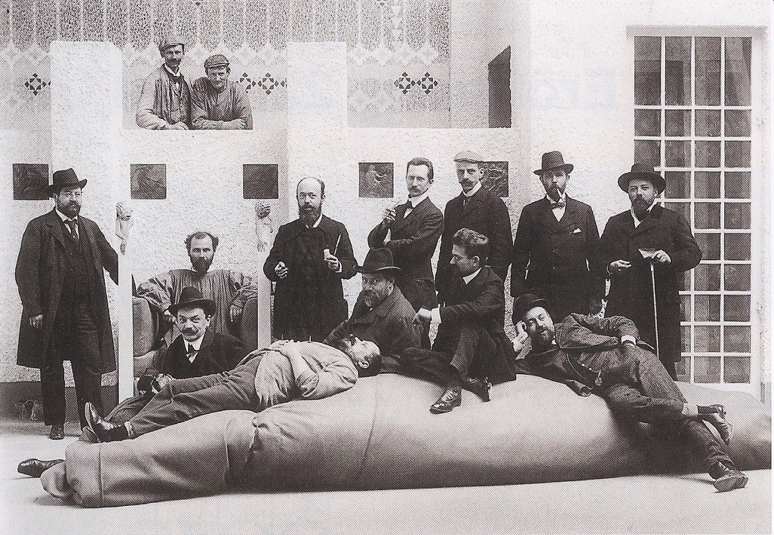
ウィーン分離派の画家たち。左向きに仰臥している人物がレンツ。

マクシミリアン・レンツは1860年にウィーンで生まれた。彼が最も活発に活動していた時期は象徴主義者だったが、彼はのちに自然主義に傾斜していく。彼は油彩、水彩、リトグラフ、金属レリーフ彫刻などのさまざまな媒体で作品を制作した。
彼はウィーンの芸術工芸学校で学んだあと、ウィーン美術アカデミーでカール・ウルツィンガーとクリスティアン・グリーペンケールに師事した。その後、ウィーン・クーンストラハウスのメンバーとなり、1890年代のはじめは南米で過ごし、ブエノスアイレスの紙幣をデザインした。
1897年に彼はクーンストラハウスを離れ、ウィーン分離派の創設メンバーに加わり、彼がはじめてグループ展に出展した作品は高い評価を得た。
彼の1899年の作品「ひとつの世界」は、強烈な色で描かれた夢のように幻想的なもので、当時の流行を反映したものである。
これは1899年春のウィーン分離派の第4回展覧会で発表され、「優美な魅惑と夢のように光り輝く美しさがあり、純粋な優美さと音楽的な幸福感をもっている」と評された。この絵は1911年から翌年の冬にかけてミュンヘン分離派展にも出展された。
1901年の第10回展では彼の写真「不思議の国への道」が発表されそして、1902年春には第13回展を行ない、その年の夏に開催された第14回展「ベートーヴェン展」では彼はさまざまな金属によるレリーフ作品を数多く発表した。彼の銅板レリーフは1904年のセントルイス万国博覧会にも展示された。
しかし、ベートーヴェン展に出品した木版画は他の分離派のメンバーとともに、熟練した芸術家のものではなく、アマチュア的で粗雑なものとして酷評され、賛否両論となった。
1903年から翌年の冬にかけて、彼はグスタフ・クリムトとラヴェンナを訪れ、そこで観た黄金のモザイク作品から影響を受ける。
1904年の第20回展では、レンツの絵画「イズンの林檎」がクリムトやルドルフ・フォン・アルトの作品と共に、展示作品のひとつの目玉とされており、そのオーブリー・ビアズリーと似た作風の大きな絵は金と黒による豪華な効果を生み出した。黒髪の女性は緑豊かな風景の中で金色の王冠をかぶって金色のマントの上に座り、手にはイズンの林檎（黄金の林檎も）を持っている。
レンツは同派のなかで、最初の10年間はラファエル前派の影響を受けていたが、1910年以降は自然主義的となり、1918年以降、彼の名声は衰微した。
彼は1905年に分離派から離脱したが、1906年に復帰し「森の王と嘆きの乙女」を出品した。続いて、1907年、1908年の第29回展、1909年と1910年にはユーモアのある「マリオネット」を出展。1911年には「演奏会」を出展。1913年と1941年にはグループ展の一環として出展した。
彼の1913年の「春の歌」は、1904年にウィーンに滞在した舞踏家イザドラ・ダンカンから影響を受けている。それは周期的な再生という象徴的な踊りのテーマを採り上げ、中世の衣装を描いている。ダンスとコラボレートするアイデアはクリムトの作品や象徴主義運動にも見られるところである
。 彼はまた「エチオピア人の洗礼」などの宗教的な作品を描いた。
第一次世界大戦が勃発すると、彼は、ハンガリーの戦時国債を宣伝するポスターを製作した。
1926年、彼は法学者、カール・クペルウィーザの娘で画家のイダ・クペルヴィーザ（Ida Kupelwieser、1870-1927）と結婚した。彼は分離派から脱退し、1938年に再びクーンストラハウスに加わった。
彼は1948年5月19日にウィーンで死去した。

## 作品

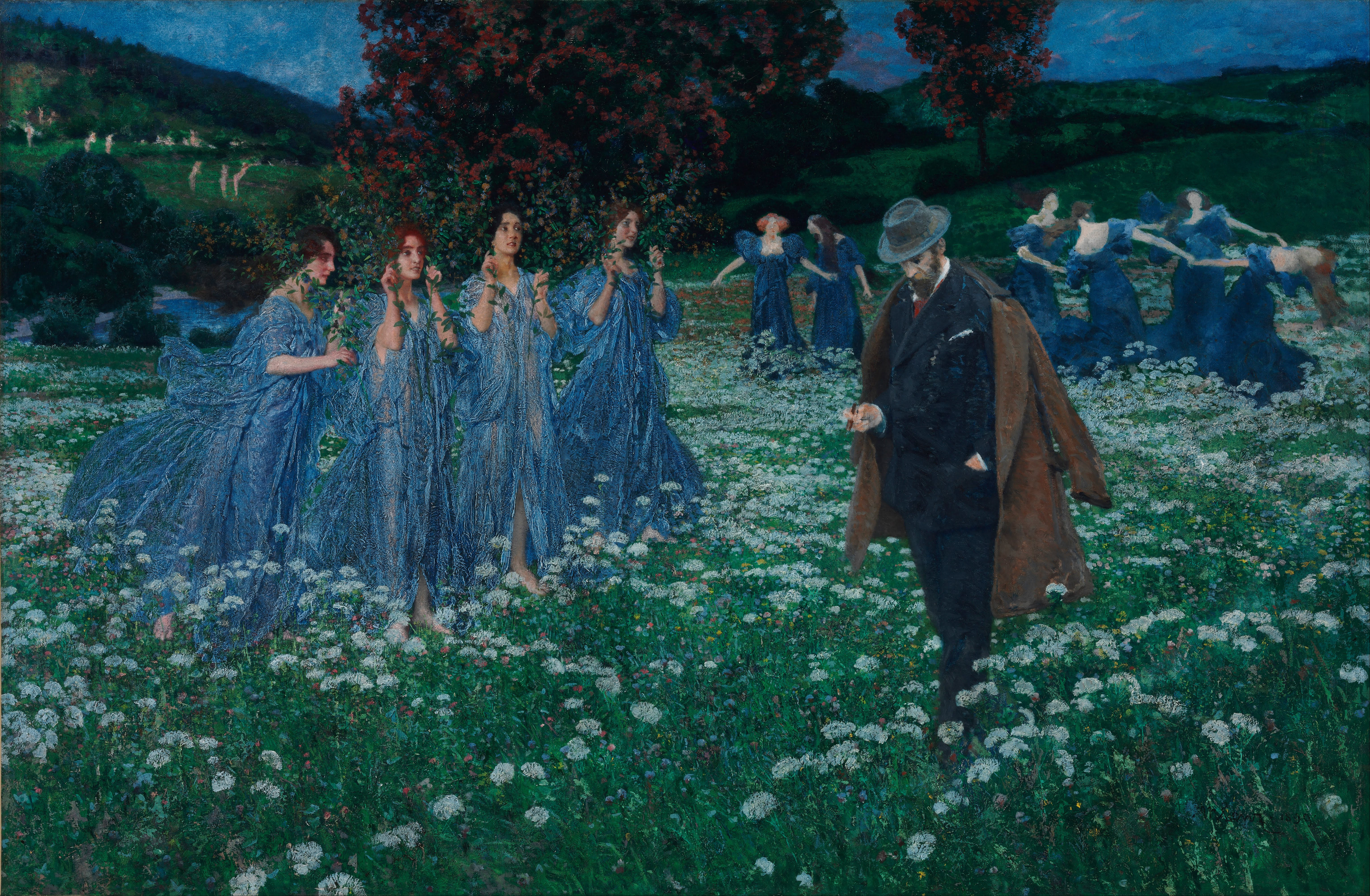
ひとつの世界
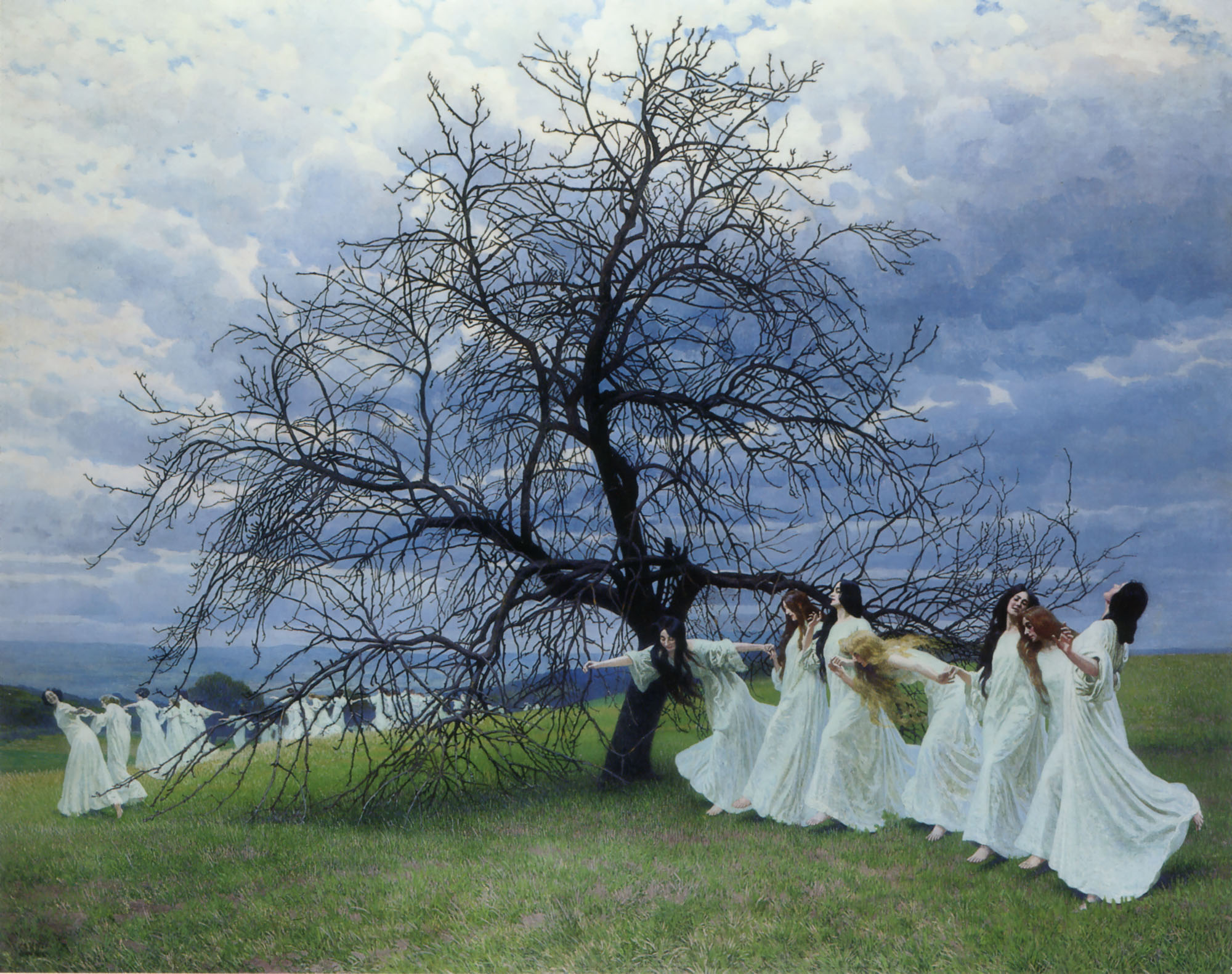
春の歌
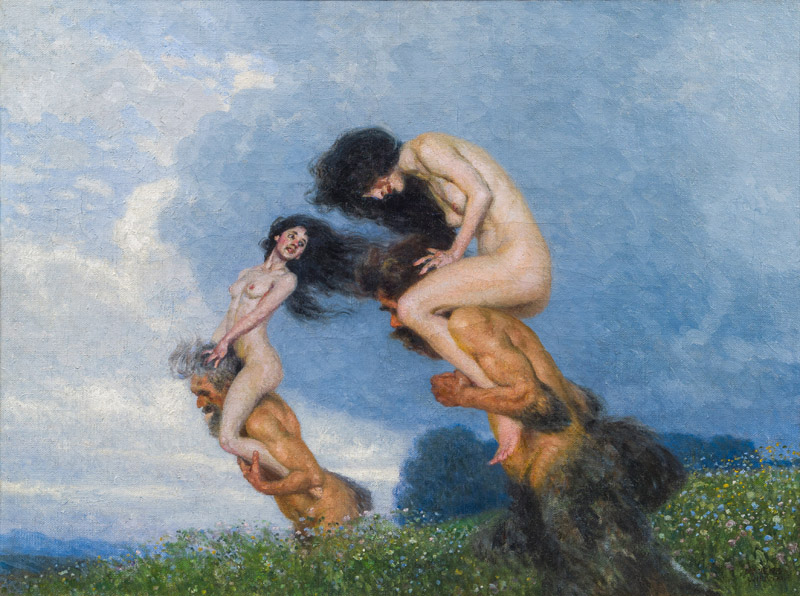
夏の欲望
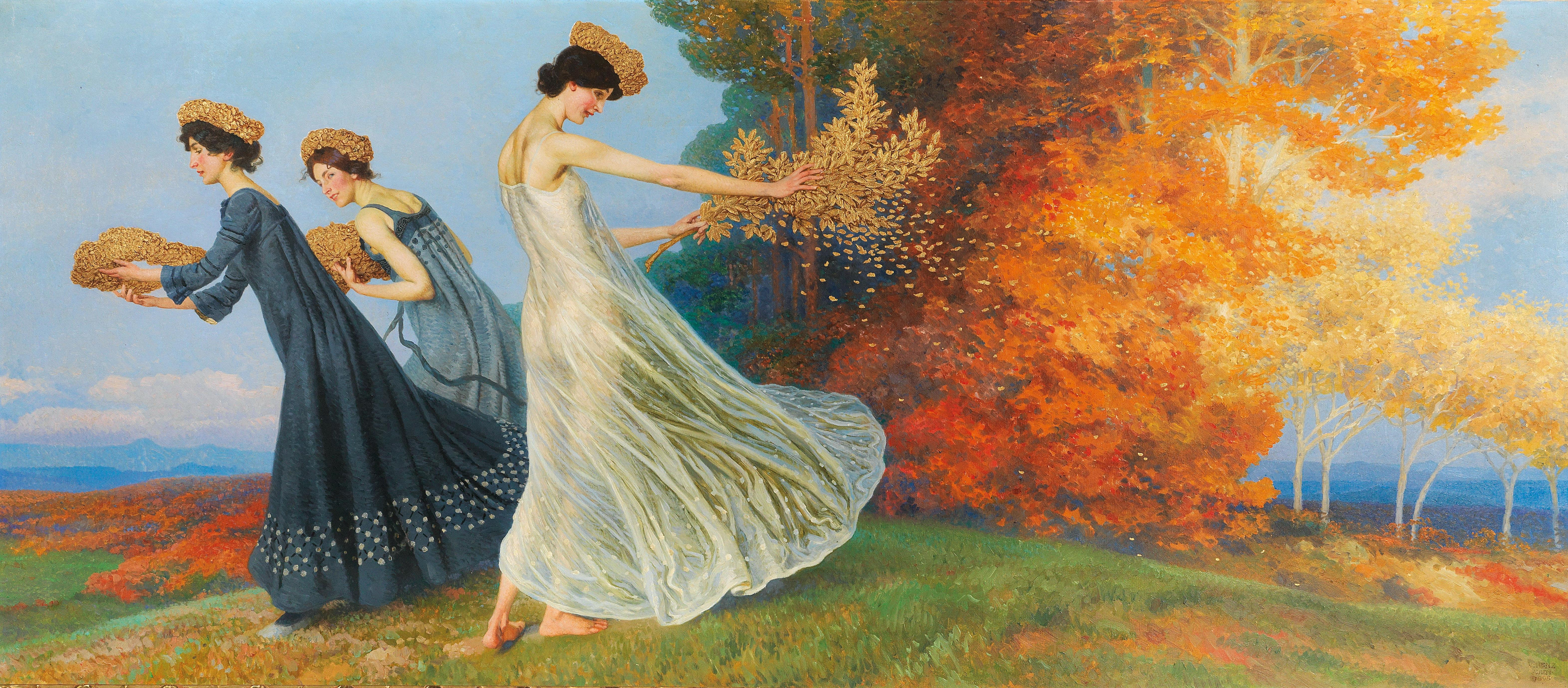
秋の黄金

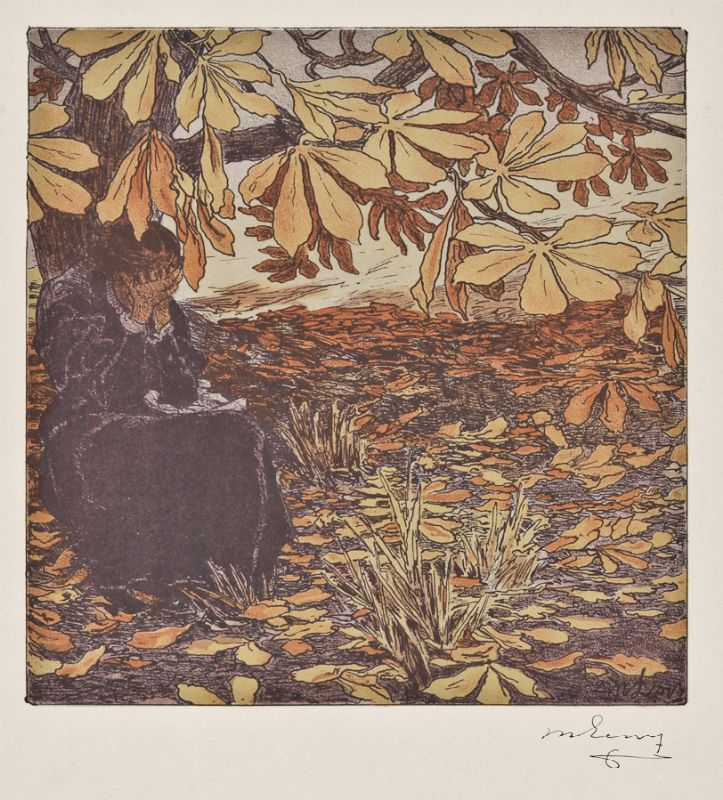
樹の下で泣く女性
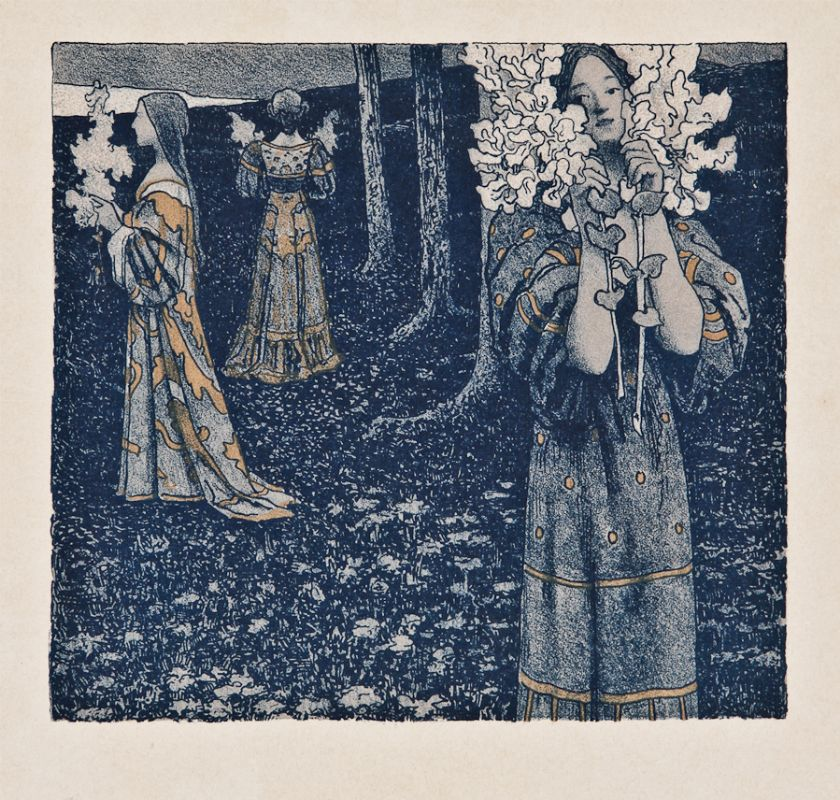
若い女性と花
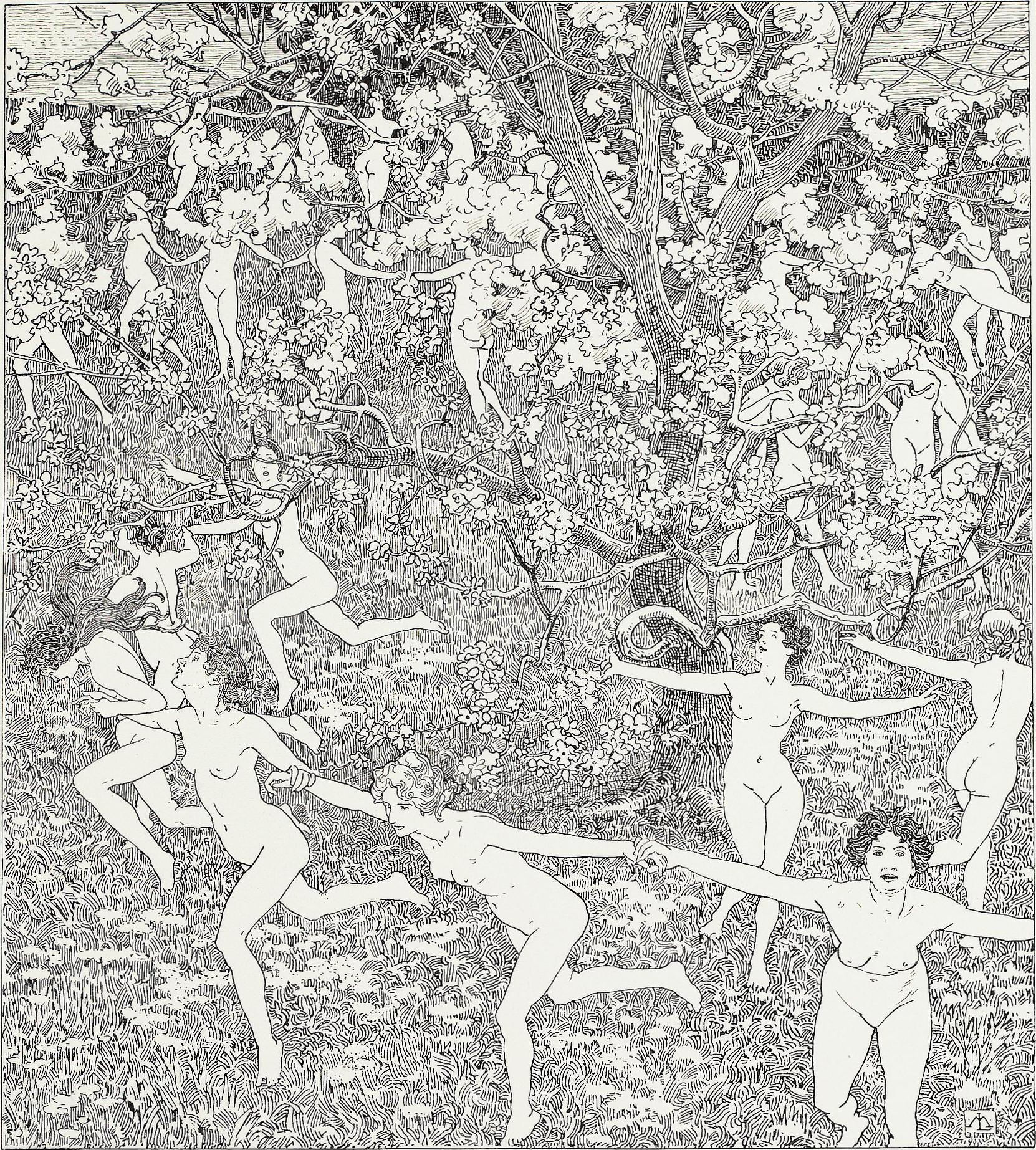
春の憧れ 「ヴェル・サクルム」挿画
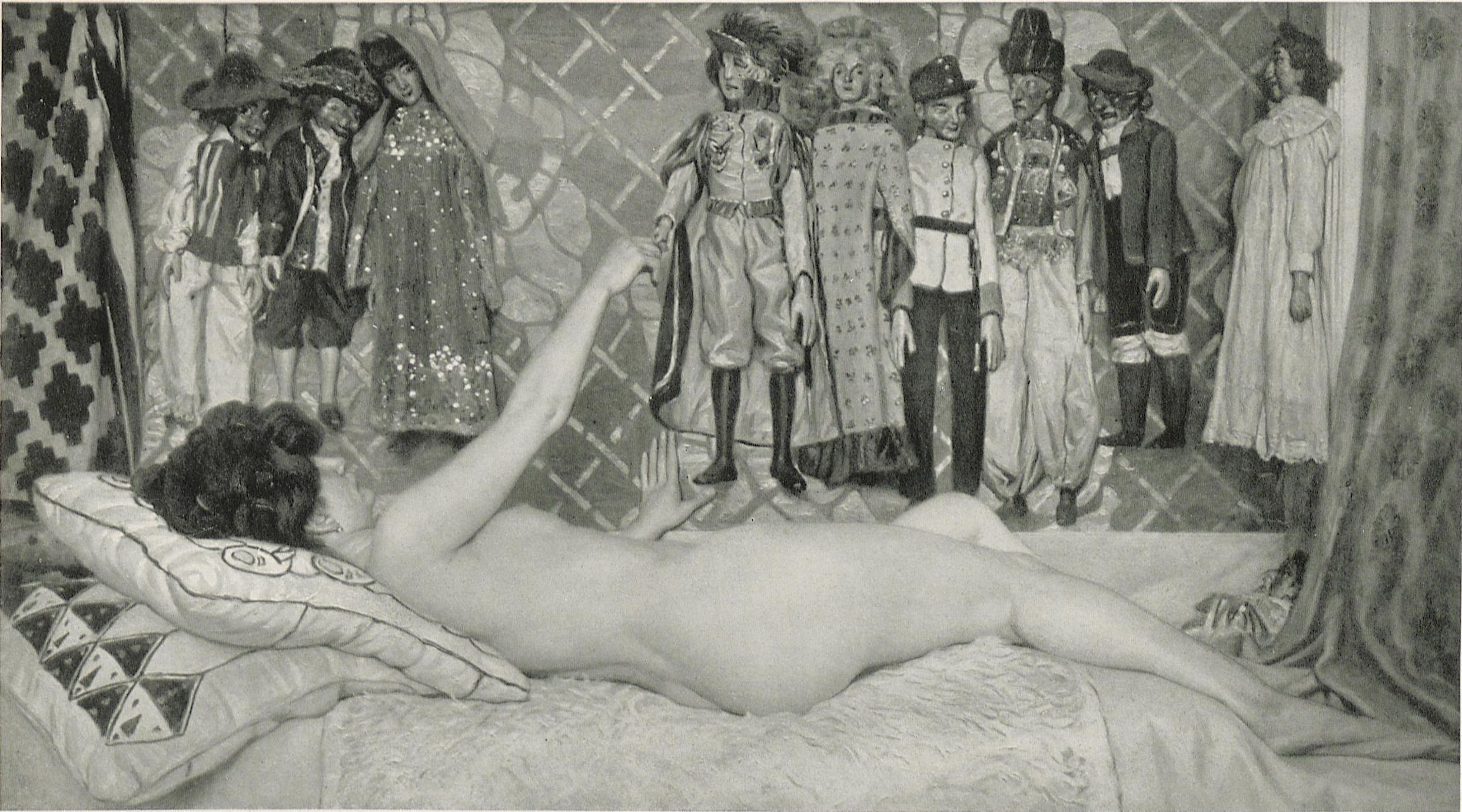
マリオネット
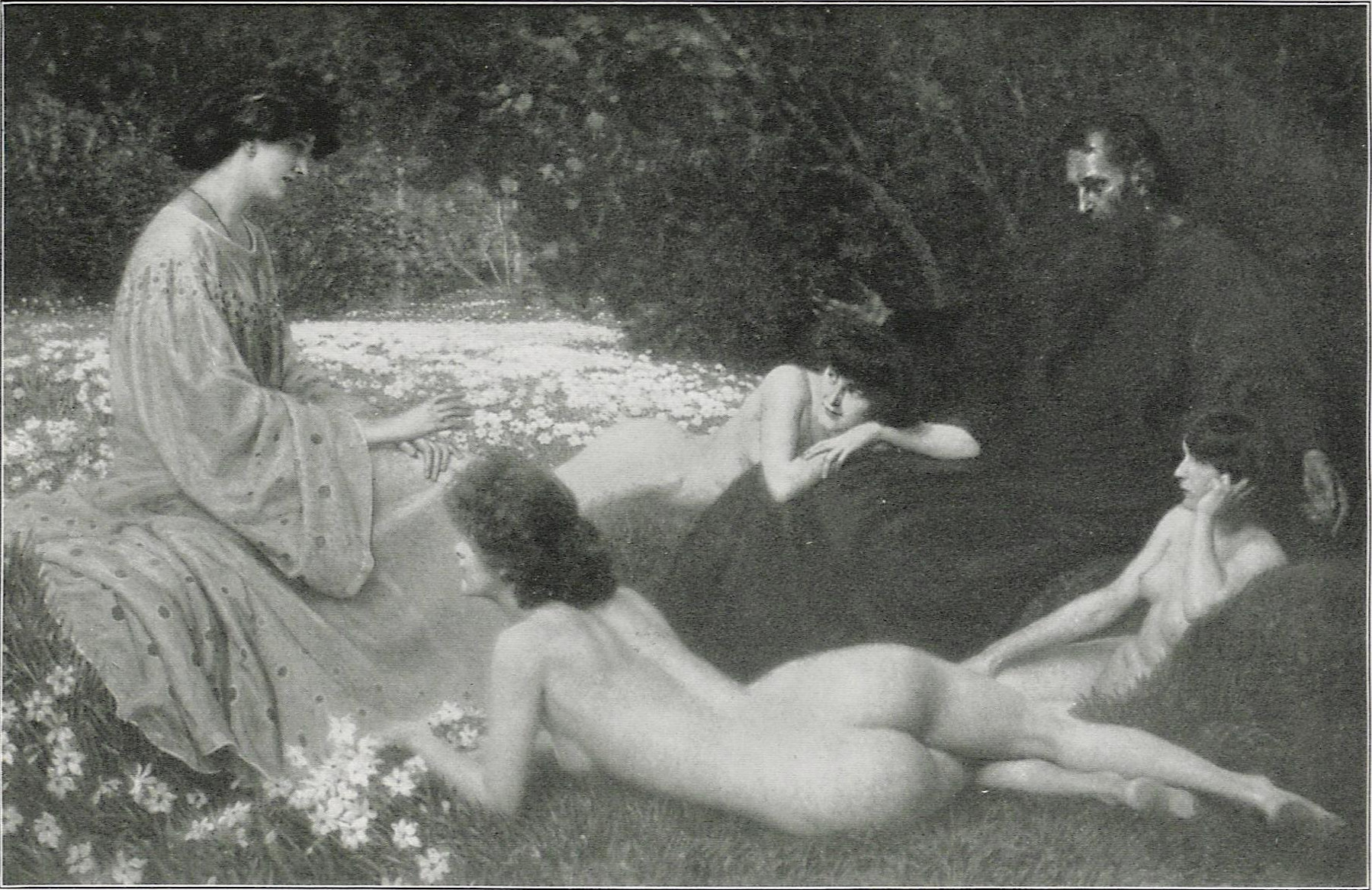
森の王と嘆きの乙女